# Az MTK Budapest FC 2008–2009-es szezonja
Az MTK Budapest FC 2008–2009-es szezonja szócikk az MTK Budapest FC első számú férfi labdarúgócsapatának egy szezonjáról szól, mely összességében a 100. idénye volt a csapatnak a magyar első osztályban. A klub fennállásának ekkor volt a 120. évfordulója.

## Mérkőzések
| Színmagyarázat | Színmagyarázat |
| -------------- | -------------- |
|                | Győzelem.      |
|                | Döntetlen.     |
|                | Vereség.       |

### Bajnokok Ligája

#### Selejtezők
2. selejtezőkör
| Első mérkőzés 2008. július 30. 20:00 |

| Fenerbahçe                       | 2 – 0   | MTK Budapest                   |
| -------------------------------- | ------- | ------------------------------ |
| Roberto Carlos 15' Şahin 58' 55' | (1 – 0) | Bori 40' Pollák 62' Balogh 85' |

| Şükrü Saracoğlu Stadion, Isztambul Nézőszám: 50 000 Játékvezető: Serge Gumienny (belga) |

| Visszavágó 2008. augusztus 6. 20:45 |

| MTK Budapest | 0 – 5   | Fenerbahçe                                                    |
| ------------ | ------- | ------------------------------------------------------------- |
| Urbán        | (0 – 1) | Şentürk 5' 61' 79' 81' Belözoğlu 67' Gönül Colin Kazim Yılmaz |

| Szusza Ferenc Stadion, Budapest Nézőszám: 3 000 Játékvezető: Martin Atkinson (angol) |

### Soproni Liga 2008–09

#### Őszi fordulók
| 1. forduló 2008. július 25. 19:00 |

| Kaposvári Rákóczi                                      | 3 – 1               | MTK Budapest                                 |
| ------------------------------------------------------ | ------------------- | -------------------------------------------- |
| Zahorecz 31' (11-esből) 35' (11-esből) Bozović 41' 58' | (3 – 0) Jegyzőkönyv | Bori 85' Hrepka 64' Pollák 87' Horváth 90+3' |

| Rákóczi Stadion, Kaposvár Nézőszám: 3 000 Játékvezető: Szabó Zsolt (magyar) |

| 2. forduló 2008. augusztus 3. 20:00 |

| MTK Budapest       | 1 – 1               | Budapest Honvéd                                  |
| ------------------ | ------------------- | ------------------------------------------------ |
| Pál 33' Pintér 63' | (1 – 1) Jegyzőkönyv | Hercegfalvi 23' Smiljanić 33' Gebro 45' Bila 89' |

| Hidegkuti Nándor Stadion, Budapest Nézőszám: 1 500 Játékvezető: Mészáros István (magyar) |

| 3. forduló 2008. augusztus 9. 20:00 |

| Vasas                                             | 0 – 4               | MTK Budapest                                                    |
| ------------------------------------------------- | ------------------- | --------------------------------------------------------------- |
| Piller 17' Németh 56' Pavičević 67' Paripović 75' | (0 – 2) Jegyzőkönyv | Urbán 8' Pál 30' Kecskés 52' Hrepka 74' Zsidai 21' Lambulić 37′ |

| Illovszky Rudolf Stadion, Budapest Nézőszám: 3 000 Játékvezető: Iványi Zoltán (magyar) |

| 4. forduló 2008. augusztus 16. 20:00 |

| Diósgyőr                                    | 2 – 3               | MTK Budapest                                           |
| ------------------------------------------- | ------------------- | ------------------------------------------------------ |
| Tóth 10' Miličić 79' Pintér 7' Pelecaci 15' | (1 – 1) Jegyzőkönyv | Nagy 3' 54' Pátkai 60' Miličić 62' (öngól) Melczer 65' |

| DVTK-stadion, Miskolc Nézőszám: 7 800 Játékvezető: Veizer Roland (magyar) |

| 5. forduló 2008. augusztus 23. 20:00 |

| MTK Budapest                                     | 3 – 2               | Paksi FC                     |
| ------------------------------------------------ | ------------------- | ---------------------------- |
| Pál 23' 90' Lencse 86' Kecskés 56' Radulović 68' | (1 – 1) Jegyzőkönyv | Tököli 28' Kiss 81' Vári 40' |

| Hidegkuti Nándor Stadion, Budapest Nézőszám: 500 Játékvezető: Bede Ferenc (magyar) |

| 6. forduló 2008. augusztus 29. 19:00 |

| Zalaegerszegi TE                      | 3 – 1               | MTK Budapest          |
| ------------------------------------- | ------------------- | --------------------- |
| Méyé 45' 54' Balázs 48' 30' Hajdú 51' | (1 – 0) Jegyzőkönyv | Pál 80' Radulović 70' |

| ZTE Aréna, Zalaegerszeg Nézőszám: 2 800 Játékvezető: Solymosi Péter (magyar) |

| 7. forduló 2008. szeptember 13. 15:00 |

| MTK Budapest                                            | 1 – 1               | Győri ETO                      |
| ------------------------------------------------------- | ------------------- | ------------------------------ |
| Lambulić 49' (11-esből) Nagy 56' Pátkai 78' Kecskés 89' | (0 – 1) Jegyzőkönyv | Kovács 34' Pintér 17' Böőr 90' |

| Hidegkuti Nándor Stadion, Budapest Nézőszám: 1 200 Játékvezető: Iványi Zoltán (magyar) |

| 8. forduló 2008. szeptember 19. 19:00 |

| FC Fehérvár | 0 – 2               | MTK Budapest           |
| ----------- | ------------------- | ---------------------- |
| Mohl 77'    | (0 – 0) Jegyzőkönyv | Lambulić 66' Szabó 84' |

| Sóstói Stadion, Székesfehérvár Nézőszám: 1 500 Játékvezető: Bognár Tamás (magyar) |

| 9. forduló 2008. szeptember 28. 17:30 |

| MTK Budapest               | 1 – 2               | Nyíregyháza Spartacus                                               |
| -------------------------- | ------------------- | ------------------------------------------------------------------- |
| Urbán 44' 73' Lambulić 31' | (1 – 1) Jegyzőkönyv | Apostu 33' (11-esből) Sztojkov 47' Zabos 49' Goia 52' Belényesi 63' |

| Hidegkuti Nándor Stadion, Budapest Nézőszám: 700 Játékvezető: Németh Ádám (magyar) |

| 10. forduló 2008. október 4. 15:00 |

| Újpest                                        | 4 – 1               | MTK Budapest            |
| --------------------------------------------- | ------------------- | ----------------------- |
| Božić 19' 58' Bori 51' Kabát 90+1' Sándor 60' | (1 – 0) Jegyzőkönyv | Nagy 84' 42' Zsidai 23' |

| Szusza Ferenc Stadion, Budapest Nézőszám: 4 289 Játékvezető: Solymosi Péter (magyar) |

| 11. forduló 2008. október 18. 18:00 |

| MTK Budapest                                | 2 – 1               | BFC Siófok                       |
| ------------------------------------------- | ------------------- | -------------------------------- |
| Hrepka 85' Lencse 90' 90+1' Rodenbücher 88' | (0 – 0) Jegyzőkönyv | Ndjodo 62' Sütő 53′ Tusori 90+3' |

| Hidegkuti Nándor Stadion, Budapest Nézőszám: 500 Játékvezető: Kassai Viktor (magyar) |

| 12. forduló 2008. október 25. 17:00 |

| Haladás               | 0 – 0               | MTK Budapest          |
| --------------------- | ------------------- | --------------------- |
| Oross 53' Tóth P. 89′ | (0 – 0) Jegyzőkönyv | Lencse 83' Zsidai 88' |

| Rohonci úti stadion, Szombathely Nézőszám: 6 000 Játékvezető: Szabó Zsolt (magyar) |

| 13. forduló 2008. november 2. 18:00 |

| MTK Budapest                                | 0 – 1               | Debreceni VSC                   |
| ------------------------------------------- | ------------------- | ------------------------------- |
| Zsidai 11' Melczer 34' Rodenbücher 89′, 89′ | (0 – 0) Jegyzőkönyv | Kiss 84' Takács 45' Leandro 76' |

| Hidegkuti Nándor Stadion, Budapest Nézőszám: 1 200 Játékvezető: Fábián Mihály (magyar) Asszisztensek: Ortó Gyula Fehér Gyula |

| 14. forduló 2008. november 8. 15:00 |

| Kecskeméti TE                     | 0 – 0               | MTK Budapest |
| --------------------------------- | ------------------- | ------------ |
| Gyagya 26' Mitrović 36' Čukić 68′ | (0 – 0) Jegyzőkönyv | Zsidai 68'   |

| Széktói Stadion, Kecskemét Nézőszám: 3 500 Játékvezető: Veizer Roland (magyar) |

| 15. forduló 2008. november 15. 15:00 |

| MTK Budapest                           | 0 – 2               | Rákospalotai EAC                                                   |
| -------------------------------------- | ------------------- | ------------------------------------------------------------------ |
| Rodenbücher 18' Bajúsz 42' Kecskés 63' | (0 – 0) Jegyzőkönyv | Nyerges 47' Kiss 76' Cseri 19' Kovács 33' Pomper 65' Esterházy 86' |

| Hidegkuti Nándor Stadion, Budapest Nézőszám: 1 000 Játékvezető: Vad II. István (magyar) |

#### Tavaszi fordulók
| 16. forduló 2009. február 21. 17:00 |

| MTK Budapest                                    | 2 – 1               | Kaposvári Rákóczi                |
| ----------------------------------------------- | ------------------- | -------------------------------- |
| Hrepka 51' Kanta 59' Gosztonyi 23' Lambulić 65' | (0 – 0) Jegyzőkönyv | Zahorecz 66' (11-esből) Grúz 90' |

| Hidegkuti Nándor Stadion, Budapest Nézőszám: 1 000 Játékvezető: Farkas Ádám (magyar) |

| 17. forduló 2009. május 5. 19:00 |

| Budapest Honvéd                    | 0 – 3               | MTK Budapest                          |
| ---------------------------------- | ------------------- | ------------------------------------- |
| Debreceni 17' Filó 58' Fazakas 69' | (0 – 0) Jegyzőkönyv | Urbán 77' 90+4' Hrepka 82' Lencse 16' |

| Bozsik József Stadion, Budapest Nézőszám: 1 100 Játékvezető: Vad II. István (magyar) |

| 18. forduló 2009. március 7. 15:00 |

| MTK Budapest                                                    | 3 – 0               | Vasas                               |
| --------------------------------------------------------------- | ------------------- | ----------------------------------- |
| Kanta 49' (11-esből) Urbán 86' Hrepka 89' Pintér 50' Lencse 83' | (0 – 0) Jegyzőkönyv | Dobrić 30' Laczkó 36′ Paripović 71′ |

| Hidegkuti Nándor Stadion, Budapest Nézőszám: 1 200 Játékvezető: Fábián Mihály (magyar) |

| 19. forduló 2009. március 15. 17:30 |

| MTK Budapest                                  | 2 – 0               | Diósgyőr                                      |
| --------------------------------------------- | ------------------- | --------------------------------------------- |
| Kanta 4' (11-esből) Zsidai 16' 67' Vadnai 57' | (2 – 0) Jegyzőkönyv | Lippai 23' Ahodikpe 50' Kamber 59' Stanić 66' |

| Hidegkuti Nándor Stadion, Budapest Nézőszám: 800 Játékvezető: Iványi Zoltán (magyar) |

| 20. forduló 2009. március 21. 18:00 |

| Paksi FC              | 0 – 1               | MTK Budapest                    |
| --------------------- | ------------------- | ------------------------------- |
| Szabó 17' Nikolov 75' | (0 – 0) Jegyzőkönyv | Kanta 90' Zsidai 50' Pátkai 87' |

| Fehérvári úti stadion, Paks Nézőszám: 1 253 Játékvezető: Berger József (magyar) |

| 21. forduló 2009. április 4. 19:00 |

| MTK Budapest | 0 – 2               | Zalaegerszegi TE         |
| ------------ | ------------------- | ------------------------ |
| Kanta 90+1'  | (0 – 0) Jegyzőkönyv | Alomerović 50' Sluka 65' |

| Hidegkuti Nándor Stadion, Budapest Nézőszám: 800 Játékvezető: Vad II. István (magyar) |

| 22. forduló 2009. április 10. 19:00 |

| Győri ETO                                                    | 3 – 1               | MTK Budapest                     |
| ------------------------------------------------------------ | ------------------- | -------------------------------- |
| Brnović 40' 63' 66' Józsi 28' Bicák 60' Stark 83' Völgyi 90' | (1 – 0) Jegyzőkönyv | Kanta 84' (11-esből) Melczer 54' |

| ETO Park, Győr Nézőszám: 2 000 Játékvezető: Kassai Viktor (magyar) |

| 23. forduló 2009. április 17. 19:00 |

| MTK Budapest               | 0 – 4               | FC Fehérvár                                  |
| -------------------------- | ------------------- | -------------------------------------------- |
| Rodenbücher 40' Pintér 51′ | (0 – 1) Jegyzőkönyv | Szakály 44' 45' Vujović 53' 76' 87' Elek 36' |

| Hidegkuti Nándor Stadion, Budapest Nézőszám: 600 Játékvezető: Fábián Mihály (magyar) |

| 24. forduló 2009. április 25. 19:00 |

| Nyíregyháza Spartacus | 0 – 0               | MTK Budapest         |
| --------------------- | ------------------- | -------------------- |
| Zabos 22' Mboussi 74′ | (0 – 0) Jegyzőkönyv | Nagy 29' Melczer 55' |

| Nyíregyháza Városi Stadion, Nyíregyháza Nézőszám: 5 000 Játékvezető: Bede Ferenc (magyar) |

| 25. forduló 2009. április 29. 18:00 |

| MTK Budapest                 | 3 – 2               | Újpest                 |
| ---------------------------- | ------------------- | ---------------------- |
| Pátkai 42' 78' Urbán 88' 62' | (1 – 1) Jegyzőkönyv | Korcsmár 45' Tisza 46' |

| Hidegkuti Nándor Stadion, Budapest Nézőszám: 2 000 Játékvezető: Iványi Zoltán (magyar) |

| 26. forduló 2009. május 2. 19:00 |

| BFC Siófok          | 0 – 1               | MTK Budapest                                |
| ------------------- | ------------------- | ------------------------------------------- |
| Köntös 50' Roni 66' | (0 – 0) Jegyzőkönyv | Lencse 90+1' Zsidai 8' Eppel 40' Pátkai 72' |

| Révész Géza utcai stadion, Siófok Nézőszám: 900 Játékvezető: Berger József (magyar) |

| 27. forduló 2009. május 8. 19:00 |

| MTK Budapest         | 0 – 1               | Haladás                |
| -------------------- | ------------------- | ---------------------- |
| Urbán 48' Hrepka 72' | (0 – 1) Jegyzőkönyv | Kenesei 26' Molnár 81' |

| Hidegkuti Nándor Stadion, Budapest Nézőszám: 500 Játékvezető: Bede Ferenc (magyar) |

| 28. forduló 2009. május 17. 17:30 |

| Debreceni VSC                                     | 2 – 2               | MTK Budapest                                                                    |
| ------------------------------------------------- | ------------------- | ------------------------------------------------------------------------------- |
| Leandro 57' Mészáros 82' Varga 84' Vinicius 90+2' | (0 – 0) Jegyzőkönyv | Pátkai 71' Szekeres 90+3' Könyves 17' Rodenbücher 79' Lambulić 81' Hrepka 90+2' |

| Oláh Gábor utcai stadion, Debrecen Nézőszám: 7 000 Játékvezető: Szabó Zsolt (magyar) |

| 29. forduló 2009. május 23. 19:00 |

| MTK Budapest                                           | 1 – 4               | Kecskeméti TE                                |
| ------------------------------------------------------ | ------------------- | -------------------------------------------- |
| Pátkai 76' Zsidai 50' Lambulić 54' Nagy 61' Lencse 65' | (0 – 3) Jegyzőkönyv | Csordás 25' Farkas 29' Savić 43' Montvai 55' |

| Hidegkuti Nándor Stadion, Budapest Nézőszám: 600 Játékvezető: Németh Ádám (magyar) |

| 30. forduló 2009. május 30. 19:00 |

| Rákospalotai EAC      | 0 – 4               | MTK Budapest                                                  |
| --------------------- | ------------------- | ------------------------------------------------------------- |
| Jeremiás 5' Cseri 29' | (0 – 2) Jegyzőkönyv | Hidvégi 35' Urbán 37' 44' Pátkai 69' Tischler 86' Könyves 22' |

| Budai II László Stadion, Budapest Nézőszám: 620 Játékvezető: Iványi Zoltán (magyar) |

#### A bajnokság végeredménye
| #   | Csapat                    | M  | GY | D  | V  | G+ – G– | GK  | P  | Megjegyzések                  |
| --- | ------------------------- | -- | -- | -- | -- | ------- | --- | -- | ----------------------------- |
| 1.  | Debreceni VSC (B) (I)     | 30 | 21 | 5  | 4  | 70–29   | +41 | 68 | Bajnokok Ligája (selejtező)   |
| 2.  | Újpest (I)                | 30 | 17 | 8  | 5  | 61–38   | +23 | 59 | Európa-liga (2. selejtezőkör) |
| 3.  | Haladás Ú (I)             | 30 | 16 | 5  | 9  | 44–29   | +15 | 53 | Európa-liga (1. selejtezőkör) |
| 4.  | Zalaegerszegi TE          | 30 | 15 | 7  | 8  | 52–44   | +8  | 52 |                               |
| 5.  | Kecskeméti TE Ú           | 30 | 14 | 6  | 10 | 55–44   | +11 | 48 |                               |
| 6.  | FC Fehérvár               | 30 | 14 | 6  | 10 | 42–34   | +8  | 48 |                               |
| 7.  | MTK Budapest CV           | 30 | 13 | 6  | 11 | 43–41   | +2  | 45 |                               |
| 8.  | Győri ETO                 | 30 | 11 | 10 | 9  | 57–41   | +16 | 43 |                               |
| 9.  | Kaposvári Rákóczi         | 30 | 11 | 7  | 12 | 51–46   | +5  | 40 |                               |
| 10. | Vasas                     | 30 | 11 | 5  | 14 | 42–52   | −10 | 38 |                               |
| 11. | Paksi FC                  | 30 | 9  | 8  | 13 | 38–51   | −13 | 35 |                               |
| 12. | Diósgyőr                  | 30 | 9  | 6  | 15 | 29–45   | −16 | 33 |                               |
| 13. | Budapest Honvéd (KGY) (I) | 30 | 8  | 8  | 14 | 31–46   | −15 | 32 | Európa-liga (3. selejtezőkör) |
| 14. | Nyíregyháza Spartacus     | 30 | 7  | 11 | 12 | 32–41   | −9  | 32 |                               |
| 15. | BFC Siófok (K)            | 30 | 8  | 2  | 20 | 30–56   | −26 | 26 | NB II                         |
| 16. | Rákospalotai EAC (K)      | 30 | 3  | 6  | 21 | 33–73   | −40 | 15 | NB II                         |

Utolsó frissítés: 2013. február 19. 
Forrás: MLSZ adatbank 
A rangsorolás alapszabályai: 1. összpontszám, 2. győzelmek száma, 3. egymás elleni eredmények összpontszáma,  4. egymás elleni eredmények gólkülönbsége, 5. egymás elleni eredmények szerzett góljainak száma 6. gólkülönbség, 7. szerzett gólok száma.
(B): Bajnokcsapat, (K): Kieső csapat, (F): Feljutó csapat, (I): Kupainduló, (R): A rájátszás győztese, (KGY): Kupagyőztes

#### Az eredmények összesítése
Az alábbi táblázatban összesítve szerepelnek az MTK Budapest FC 2008/09-es bajnokságban elért eredményei.
| Ősz/tavasz (forduló)    | Otthon | Otthon | Otthon | Otthon | Otthon | Otthon | Otthon | Idegenben | Idegenben | Idegenben | Idegenben | Idegenben | Idegenben | Idegenben |
| Ősz/tavasz (forduló)    | M      | GY     | D      | V      | LG–KG  | GK     | P      | M         | GY        | D         | V         | LG–KG     | GK        | P         |
| ----------------------- | ------ | ------ | ------ | ------ | ------ | ------ | ------ | --------- | --------- | --------- | --------- | --------- | --------- | --------- |
| Őszi szezon (1–15.)     | 7      | 2      | 2      | 3      | 8–10   | –2     | 8      | 8         | 3         | 2         | 3         | 12–12     | 0         | 11        |
| Tavaszi szezon (16–30.) | 8      | 4      | 0      | 4      | 11–14  | –3     | 12     | 7         | 4         | 2         | 1         | 12–5      | +7        | 14        |
| Összesen (1–30.)        | 15     | 6      | 2      | 7      | 19–24  | –5     | 20     | 15        | 7         | 4         | 4         | 24–17     | +7        | 25        |

#### Helyezések fordulónként
| Forduló  | 1  | 2  | 3  | 4  | 5  | 6 | 7 | 8  | 9 | 10 | 11 | 12 | 13 | 14 | 15 | 16 | 17 | 18 | 19 | 20 | 21 | 22 | 23 | 24 | 25 | 26 | 27 | 28 | 29 | 30 |
| -------- | -- | -- | -- | -- | -- | - | - | -- | - | -- | -- | -- | -- | -- | -- | -- | -- | -- | -- | -- | -- | -- | -- | -- | -- | -- | -- | -- | -- | -- |
| Helyszín | I  | O  | I  | I  | O  | I | O | I  | O | I  | O  | I  | O  | I  | O  | O  | I  | O  | O  | I  | O  | I  | O  | I  | O  | I  | O  | I  | O  | I  |
| Eredmény | V  | D  | GY | GY | GY | V | D | GY | V | V  | GY | D  | V  | D  | V  | GY | GY | GY | GY | GY | V  | V  | V  | D  | GY | GY | V  | D  | V  | GY |
| Helyezés | 16 | 14 | 7  | 4  | 3  | 5 | 5 | 5  | 6 | 9  | 7  | 8  | 9  | 10 | 10 | 9  | 7  | 5  | 5  | 4  | 5  | 5  | 5  | 5  | 5  | 5  | 6  | 7  | 8  | 7  |

Helyszín: O = Otthon; I = Idegenben. Eredmény: GY = Győzelem; D = Döntetlen; V = Vereség.

### Magyar kupa
| 4. forduló 2008. szeptember 23. 16:00 |

| Kozármisleny SE     | 2 – 2               | MTK Budapest                  |
| ------------------- | ------------------- | ----------------------------- |
| Müller 11' Laki 88' | (0 – 0) Jegyzőkönyv | Lambulić 75' Pátkai 90+8' 10' |

| Kozármisleny Játékvezető: Oláh Gábor (magyar) |

- Büntetőkkel (3 – 6) az MTK Budapest FC jutott tovább.

| 5. forduló Első mérkőzés 2008. október 8. 17:00 |

| Kaposvári Rákóczi                                 | 2 – 4               | MTK Budapest                                  |
| ------------------------------------------------- | ------------------- | --------------------------------------------- |
| Bozović 24' Petrók 33' 52' Zahorecz 20' Gujić 34' | (2 – 1) Jegyzőkönyv | Hrepka 43' 50' 59' 31' Gosztonyi 61' Nagy 14' |

| Rákóczi Stadion, Kaposvár Játékvezető: Berger József (magyar) |

| 5. forduló Visszavágó 2008. október 21. 17:00 |

| MTK Budapest                                       | 6 – 1               | Kaposvári Rákóczi |
| -------------------------------------------------- | ------------------- | ----------------- |
| Kecskés 21' Hrepka 53' 89' Nagy 64' 85' Lencse 88' | (1 – 0) Jegyzőkönyv | Bozović 83'       |

| Hidegkuti Nándor Stadion, Budapest Játékvezető: Kovács Gábor (magyar) |

| Negyeddöntő Első mérkőzés 2009. március 11. 18:00 |

| MTK Budapest                                | 1 – 2               | Újpest                                                         |
| ------------------------------------------- | ------------------- | -------------------------------------------------------------- |
| Lencse 66' Vadnai 15' Pintér 26′ Zsidai 53' | (0 – 2) Jegyzőkönyv | Kabát 26' Simon 38' Remili 55' Ćutuk 69' Malone 71' Stokes 89' |

| Hidegkuti Nándor Stadion, Budapest Nézőszám: 2 000 Játékvezető: Bognár Tamás (magyar) |

| Negyeddöntő Visszavágó 2009. március 17. 18:00 |

| Újpest                                          | 2 – 3               | MTK Budapest                                               |
| ----------------------------------------------- | ------------------- | ---------------------------------------------------------- |
| Simon 19' 35' Foxi 56' Jucemar 82' Korcsmár 90' | (2 – 1) Jegyzőkönyv | Lencse 36' Hrepka 76' Szabó 85' 86′ Kanta 55' Lambulić 81' |

| Szusza Ferenc Stadion, Budapest Nézőszám: 2 373 Játékvezető: Solymosi Péter (magyar) |

- Idegenben lőtt több góllal az MTK Budapest jutott tovább.

| Elődöntő Első mérkőzés 2009. április 14. 18:00 |

| Győri ETO             | 2 – 1               | MTK Budapest                                    |
| --------------------- | ------------------- | ----------------------------------------------- |
| Bajzát 25' Tokody 34' | (2 – 1) Jegyzőkönyv | Lencse 20' Zsidai 27' Melczer 36' Radulović 74' |

| ETO Park, Győr Nézőszám: 2 000 Játékvezető: Arany Tamás (magyar) |

| Elődöntő Visszavágó 2009. április 22. 17:00 |

| MTK Budapest                         | 2 – 2               | Győri ETO                                            |
| ------------------------------------ | ------------------- | ---------------------------------------------------- |
| Könyves 16' Pintér 80' 67' Szabó 38' | (1 – 1) Jegyzőkönyv | Böőr 38' Stark 87' Völgyi 45' Stanišić 47' Šupić 84' |

| Hidegkuti Nándor Stadion, Budapest Nézőszám: 1 000 Játékvezető: Szabó Zsolt (magyar) |

### Ligakupa

#### Csoportkör (B csoport)
| 1. forduló 2008. október 1. 17:30 |

| Lombard Pápa                     | 2 – 2               | MTK Budapest                                            |
| -------------------------------- | ------------------- | ------------------------------------------------------- |
| Germán 45' Imrik 54' Tóth G. 87' | (1 – 0) Jegyzőkönyv | Bajúsz 61' Nikházi 65' Hauser 23' Gosztonyi 65' Kis 81' |

| Perutz Stadion, Pápa Játékvezető: Arany Tamás (magyar) |

| 2. forduló 2008. október 15. 15:00 |

| MTK Budapest | 1 – 8               | BFC Siófok                                                          |
| ------------ | ------------------- | ------------------------------------------------------------------- |
| Nikházi 72'  | (0 – 4) Jegyzőkönyv | Takács 4' Magasföldi 35' 41' Ndjodo 44' Fülöp 49' 80' Gajda 52' 75' |

| Hidegkuti Nándor Stadion, Budapest Játékvezető: Szőts Gergely (magyar) |

| 3. forduló 2008. október 29. 14:00 |

| Győri ETO              | 1 – 1               | MTK Budapest                        |
| ---------------------- | ------------------- | ----------------------------------- |
| Brnović 52' Kovács 74' | (0 – 0) Jegyzőkönyv | Ladányi 74' Lencse 47' Szatmári 52' |

| ETO Park, Győr Játékvezető: Pánczél Krisztián (magyar) |

| 4. forduló 2008. november 5. 13:30 |

| MTK Budapest                   | 1 – 2               | Budaörsi SC                                                |
| ------------------------------ | ------------------- | ---------------------------------------------------------- |
| Nikházi 45' Lencse 40′ Gál 85' | (1 – 2) Jegyzőkönyv | Farkas 23' Varga 34' 40' Mihályi 12' Csengő 75' Lászka 90' |

| Hidegkuti Nándor Stadion, Budapest Játékvezető: Gaál Gyöngyi (magyar) |

| 5. forduló 2008. november 12. 15:30 |

| Haladás                                     | 2 – 0               | MTK Budapest                                     |
| ------------------------------------------- | ------------------- | ------------------------------------------------ |
| Tóth N. 30' Maikel 44' Simon 60' Iszlai 87' | (2 – 0) Jegyzőkönyv | Présinger 43' Szabó 61' Kornis 72′ Radulović 87' |

| Rohonci úti stadion, Szombathely Játékvezető: Arany Tamás (magyar) |

| 6. forduló 2008. november 23. 13:00 |

| MTK Budapest         | 2 – 1               | Lombard Pápa                    |
| -------------------- | ------------------- | ------------------------------- |
| Szekeres 80' Gál 87' | (0 – 0) Jegyzőkönyv | Gyömbér 72' Sipos 39' Szabó 89' |

| Budapest Játékvezető: Farkas Ádám (magyar) |

| 7. forduló 2008. november 29. 13:00 |

| BFC Siófok | 1 – 2               | MTK Budapest                       |
| ---------- | ------------------- | ---------------------------------- |
| Tusori 57' | (0 – 0) Jegyzőkönyv | Rodenbücher 50' Kis 70' Molnár 16' |

| Révész Géza utcai stadion, Siófok Játékvezető: Berger József (magyar) |

| 8. forduló 2008. december 6. 13:00 |

| MTK Budapest                         | 3 – 0               | Győri ETO |
| ------------------------------------ | ------------------- | --------- |
| Hrepka 35' Hidvégi 53' Gosztonyi 84' | (1 – 0) Jegyzőkönyv |           |

| Budapest Játékvezető: Nagy Róbert (magyar) |

| 9. forduló 2009. február 7. 14:00 |

| Budaörsi SC          | 0 – 1               | MTK Budapest |
| -------------------- | ------------------- | ------------ |
| Farkas 57' Varga 68' | (0 – 0) Jegyzőkönyv | Könyves 72'  |

| Budaörs Játékvezető: Varga László (magyar) |

| 10. forduló 2009. január 22. 13:00 |

| MTK Budapest | 0 – 0               | Haladás |
| ------------ | ------------------- | ------- |
| Szabó 74'    | (0 – 0) Jegyzőkönyv |         |

| Budapest Játékvezető: Király Gergő (magyar) |

#### A B csoport végeredménye
| Színmagyarázat | Színmagyarázat                                                 |
| -------------- | -------------------------------------------------------------- |
|                | A csoportelső és csoportmásodik bejutott a negyeddöntőbe.      |
|                | A csoport többi helyezettje nem folytathatta a kupaszereplést. |

| Csapat       | M  | Gy | D | V | Lg | Kg | Gk  | P  |
| ------------ | -- | -- | - | - | -- | -- | --- | -- |
| Haladás      | 10 | 7  | 1 | 2 | 23 | 10 | +13 | 22 |
| Győri ETO    | 10 | 5  | 1 | 4 | 23 | 19 | +4  | 16 |
| MTK Budapest | 10 | 4  | 3 | 3 | 13 | 17 | -4  | 15 |
| BFC Siófok   | 10 | 4  | 2 | 4 | 20 | 16 | +4  | 14 |
| Budaörs SC   | 10 | 3  | 1 | 6 | 10 | 22 | -12 | 10 |
| Lombard Pápa | 10 | 1  | 4 | 5 | 18 | 23 | -5  | 7  |

### Szuperkupa
| 2008. július 20. 20:00 |

| MTK Budapest             | 0 – 0                         | Debreceni VSC                                             |
| ------------------------ | ----------------------------- | --------------------------------------------------------- |
| Nagy G. 45' Lambulić 94' | (0 – 0) Jegyzőkönyv Részletek | Komlósi 22' Szakály 40' Huszák 64' Kiss 114' Kerekes 117' |

| Oláh Gábor utca, Debrecen Nézőszám: 5 000 Játékvezető: Bede Ferenc (magyar) |

- Büntetőkkel (3 – 2) az MTK Budapest lett a győztes.